# مسجد علی خوراسگان
مسجد علی خوراسگان مربوط به دوره قاجار است و در اصفهان، خیابان مسجد علی، خیابان شهید محمود هادیان، جنب دبستان اتحاد واقع شده و این اثر در تاریخ ۲ مرداد ۱۳۸۷ با شمارهٔ ثبت ۲۳۰۳۱ به‌عنوان یکی از آثار ملی ایران به ثبت رسیده است.